# Peucedanum vittijugum
Peucedanum vittijugum är en flockblommig växtart som beskrevs av Pierre Edmond Boissier. Peucedanum vittijugum ingår i släktet siljor, och familjen flockblommiga växter. Utöver nominatformen finns också underarten P. v. minutifolium.